# Leichtathletik-Europameisterschaften 2006/Teilnehmer (Finnland)
Finnland nahm mit 56 Sportlern an den Leichtathletik-Europameisterschaften 2006 (7. bis 13. August in Göteborg) teil:

## Europameisterschafts-Teilnehmer, Männer
- 100 m: Nipa Tran, Jarkko Roustekivi, Simo Sipilä
- 200 m: Tommi Hartonen
- 1500 m: Jonas Hamm
- Marathon: Janne Holmén, Francis Kirawa, Toumo Lehtinen, Jaakko Kero
- 3000 m Hindernis: Jukka Keskisalo
- 110 m Hürden: Marko Ritola, Juha Sonck, Olli Talsi
- 50 km Gehen: Antti Kempas, Jarkko Kinnunen
- Hochsprung: Oskari Frösén, Heikki Taneli, Osku Torro
- Stabhochsprung: Matti Mononen
- Kugelstoßen: Ville Tiisanoja, Conny Karlsson, Mika Vasara, Tepa Reinikainen
- Diskuswurf: Mikko Kyyrö, Mika Loikkanen
- Hammerwurf: Olli-Peka Karjalainen, David Söderberg
- Speerwurf: Tero Pitkämäki (Nurmon Urheilijat), Tero Järvenpää, Antti Ruuskanen, Teemu Wirkkala
- Zehnkampf: Jaakko Ojaniemi, Lassi Raunio
- 4 × 100 m: Tommi Hartonen, Rami Jokinen, Jarkko Roustekivi, Timo Salonen, Simo Sipilä, Nipa Tran

## Europameisterschafts-Teilnehmer, Frauen
- 100 m: Heidi Hannula
- 200 m: Sari Keskitalo
- 400 m: Krisi Mykkänen
- 1500 m: Johanna Lehtinen
- Marathon: Maija Oravamäki
- 3000 m Hindernis: Johanna Lehtinen
- 100 m Hürden: Johanna Halkoaho, Piia Roslund
- 400 m Hürden: Ilona Ranta
- Hochsprung: Hanna Mikkonen
- Weitsprung: Natalia Kilpeläinen
- Dreisprung: Natalia Kilpeläinen
- Hammerwurf: Sini Pöyry, Merja Korpela
- Speerwurf: Krisi Ahonen, Paula Tarvainen, Mikaela Ingberg, Taina Kolkkala
- Siebenkampf: Niina Kelo, Salla Käppi, Maija Kovalainen
- 4 × 100 m: Heidi Hannula, Anna Heiniö, Sari Keskitalo, Johanna Manninen, Kirsi Mykkänen, Ilona Ranta